# ريجينا سنيفر
ريجينا سنيفرهِيَ كاتبة وُلِدَت في لبنان في عام 1962.
كَتَبت العديد مِن الكتب، ونشرت آخرها في عام 2013، «بنتايل، ابنة الأبجدية»، قصة إنسانية تغرق جذورها الفينيقية في المعرفة الشعرية والحميمة للرسالة الفينيقية والروح البشرية.
وبَعد استِكمال الدِّراسات الصَّحفية في لبنان، حَصَلت على شَهادَتها في الجغرافيا السياسية في باريس، ونشرت كتابها الأول عن الحروب المارونية في عام 1994.
في عام 2006، قدَّمت سَرد سَنواتها المُتَشَدِّدة في كتاب بعنوان «أودعت الأسلحة، امرأة في الحرب» في لبنان، كتاب ترجم إلى اللغة العربية وحرَّرَه الفارابي في يوليو / تموز 2008 وقَبلَه جورج قرم.